# Avantasia
Avantasia — хеві/павер-метал супергурт, створений Тобіасом Самметом, вокалістом гурту Edguy. Avantasia часто називають рок-оперою, через участь багатьох відомих співаків і музикантів.
Назва проєкту походить від сполучення слів «Авалон» і «Фантазія» і описує «світ за межами людської уяви» (цитата з буклету).
Проєкт складається з трьох різних частин. Перша — однойменний сингл і два повнофоматні альбоми під заголовком The Metal Opera. Друга - міні-альбом Lost in Space Part I & II і The Wicked Trilogy, яка складається з альбомів The Scarecrow, The Wicked Symphony і Angel of Babylon. Третя частина розпочалась з повноформатного альбому The Mystery of Time.

## Історія

### «The Metal Opera» (1999-2002)
Ідея створення проєкту з багатьма запрошеними музикантами прийшла Тобіасу Саммету під час запису альбому Edguy Vain Glory Opera, в записі якого взяв участь вокаліст Blind Guardian Хансі Кюрш. Пізніше, під час Європейського турне гурту в 1999 році Саммет почав записувати ідеї для майбутньої метал-опери і через деякий час почав втілювати свої задуми в життя. В роботі над проєктом узяли участь багато відомих музикантів, такі як Кай Хансен, Міхаель Кіске, Тімо Толккі та багато інших.
В першій частині опери Міхаель Кіске брав участь під псевдонімом Ernie. Як вокаліст, він пізніше пояснив, що в той час він намагався піти від свого минулого і тому не хотів бачити своє ім'я на альбомі. Тим не менше, пізніше він змінив свою точку зору, і вже на другій частині Avantasia Міхаель присутній під своїм іменем.  Коментуючи свою участь у проєкті, Кіске говорив, що йому було нескладно виконувати свої партії, оскільки з подібною музикою він працював протягом багатьох років.
Девід Дефейс, лідер американського гурту Virgin Steel, який виконує роль Брата Якоба, ніколи не бере участі в чужих рок-операх, виняток він зробив лише для Avantasia. Про проєкт Тобіаса Саммета йому повідомила Сандра - промоменеджер лейблу AFM Records. Дефейсу сподобалися фрагменти, на яких він мав співати, і він записав всі свої вокальні партії за один день, коли в нього була перерва в роботі над альбомом House of Atreus. Тобіас Саммет пізніше сказав, що надіслані Дефейсом робота відрізнялась від того, що він очікував почути. Його співпродюсер Норман Мейріц, коментуючи дану партію, запитав що за обкурений монах міг тинятися по середньовічному місті і говорити таким голосом. Саммету, незважаючи ні на що, сподобалось незвичайне трактування образу Якоба, і він залишився при думці, що запросити Дефейса, манеру виконання якого він порівняв з риком лева, було вдалою ідеєю.
З Андре Матосом, який зіграв правителя Авантазії, Саммет вперше особисто зустрівся під час туру Angra по Франції, в якому Edguy виступали на розігріві. Матос погодився взяти участь в рок-опері, але тоді він мало вірив в те, що Саммету вдасться довести почату справу до кінця. Проте, вже після виходу альбому, він признав, що помилився, а  Avantasia назвав найкращою рок-оперою з тих, в яких він брав участь.
Коли Тобіас шукав вокалістку для проєкту, хтось з знайомих дав йому диск нідерландського гурту Within Temptation, і на нього справив враження голос Шарон ден Адель. Раніше, під час написання текстів Саммет не був впевнений, що знайде гідну виконавицю ролі Анни, а тому її партія стала найменшою в опері. Пізніше, після домовленості з Шарон, він жалів про це.
Спочатку на роль Клемента VIII Тобіас планував запросити Ронні Джеймса Діо, але той відмовився. В цей час йшов запис бек-вокалу для пісні The Sevens Angels, в якому брав участь Олівер Гартман, і Саммет запропонував йому виконати партії, які були призначені Діо. В результаті роль Папи зіграв Олівер Гартман.
Вже проводячи зведення альбому в Фінляндії, Тобіас раптово зрозумів, що забув знайти виконавця ролі диявола  на The Tower. Тімо Толккі, за словами Саммета, просто зайшов в студію привітатися, і погодився записати речитатив.
Перша частина The Metal Opera вийшла в 2001 році, друга і завершальна — в 2002. 2008 року вийшло золоте видання "The Metal Opera Part I&II - Gold Edition", на яке окрім обидвох частин опери увійшов концертний кліп Sign of the Cross, а  також додаткові матеріали, такі як раніше не опубліковані фотографії, інтерв'ю і коментарі Тобіаса до кожної пісні.
Avantasia: The Metal Opera доволі тепло прийняли слухачі та преса. На сайті metalstorm.net перша частина отримала в середньому 8.8 з 10, а друга — 8.6. Рейтинги на Encyclopaedia Metallun [Архівовано 26 лютого 2015 у Wayback Machine.] склали, відповідно, 84% та 73%.
Однією з головних претензій до рок-опери, яка фігурувала в багатьох рецензіях, була досить велика кількість вокальних партій Тобіаса Саммета, який співав, на думку деяких критиків, більше, ніж всі решта учасників разом. Проте, деякі рецензенти не поділяють дану точку зору, вважаючи, що завдяки цьому, альбоми вийшли цільнішими. Також було зауважено, що музично перша і друга частини суттєво відрізняються: в Part I було більше оперних елементів і симфонізму, в той час як Part II являє собою переважно стандартний павер-метал альбом. Зокрема, було відмічено схожість пісень The Final Sacrifice і Neverland з Nailed To The Wheel і All The Clowns з альбому Edguy Mandrake. Крім цього, критика в адресу Католицької церкви на Encyclopaedia Metallum в одній з рецензій була названа банальною і не оригінальною.
Примітно, що сам Тобіас Саммет вважає другу частину Avantasia трохи слабшою від першої, зокрема, через пісні Neverland та Memory, які, на його думку, були врятовані Роб Роком і Ральфом Здіарстеком.
Вихід Avantasia ввів в моду метал-опери. Протягом наступних декількох років з'явились такі проєкти як Days of Rising Doom, Эльфийская Рукопись, Dawnrider i The WizardQueen. 2008 року вийшла перша бразильська метал-опера A Legacy of Honor проєкту SoulSpell.

### «The Scarecrow» (2006–08)
Наприкінці 2006 року, Саммет підтвердив чутки про третій альбом Avantasia, який повинен вийти у 2008 році. Два міні-альбоми Lost in Space Part I і Lost in Space Part II вийшли 19 листопада 2007 року. Повноформатний альбом The Scarecrow вийшов 25 січня 2008 року. The Scarecrow був першою частиною концептуальної трилогії «The Wicked Trilogy», а також першим з багатьох альбомів Avantasia, на котрих Саша Пет виступив в ролі основного гітариста і продюсера гурту. В записі альбому взяли участь барабанщик Ерік Сінгер, гітаристи Геньо Ріхтер і Рудольф Шенкер, і співаки Йорн Ланде, Міхаель Кіске, Еліс Купер, Боб Кетлі, Рой Кан, Аманда Сомервіль і Олівер Гартман.

### «The Scarecrow світовий тур» (2008)
Після виходу The Scarecrow, Тобіас Саммет був запрошений хед-лайнером на фестиваль Wacken Open Air. Продюсер/гітарист Саша Пет переконав його прийняти цю пропозицію. Внаслідок цього відбулося 13 шоу з 5 липня по 13 серпня. Шоу з Masters Of Rock і Wacken Open Air були записані і концертний DVD The Flying Opera, складений з нарізок, вийшов в березні 2013 року
5 червня  2008 Rocksound Festival Швейцарія
 
7 червня  2008 Sweden Rock Festival Швеція
 
10 червня 2008 Москва - ДК Горбунова Росія

13 червня 2008 Токіо - Shinagawa Prince Stellar Японія

15 червня 2008 Мехіко - Circo Volador Мексика

18 червня 2008 Буенос Айрес - Obras Аргентина

20 червня 2008 Сантьяго - Caupolican Чилі

22 червня 2008 Сан-Паулу - Credicard Hall Бразилія

10 липня  2008 Masters of Rock Чехія

24 липня  2008 Тіргу-Муреш - Felsziget Festival ROMANIA

26 липня  2008 Rockin Field Festival Італія

1 серпня  2008 Wacken Open Air Німеччина

- Тобіас Саммет — вокал
- Андре Матос — вокал
- Йорн Ланде - вокал
- Кай Гансен - вокал (лише на шоу в Європі)
- Боб Кетлі - вокал (лише на шоу в Європі і Азії)
- Олівер Гартман - вокал і гітара
- Аманда Сомервілль - вокал і бек-вокал
- Клауді Янг - бек-вокал
- Саша Пет - гітара
- Роберт Гунеке-Ріццо - бас-гітара
- Міро - клавішні
- Фелікс Бонке — ударні

1. Twisted Mind
2. The Scarecrow (Йорн Ланде)
3. Another Angel Down (Йорн Ланде)
4. Prelude/Reach out for the Light (Андре Матос)
5. Inside (Андре Матос)
6. No Return (Андре Матос)
7. The Story Ain't Over (Боб Кетлі)
8. Shelter from the Rain (Андре Матос, Боб Кетлі)
9. Lost in Space (Аманда Сомервілль)
10. I Don't Believe in Your Love (Олівер Гартман)
11. Avantasia
12. Serpents in Paradise (Йорн Ланде)
13. Promised Land (Йорн Ланде)
14. The Toy Master (Кай Хансен)
15. Farewell (Аманда Сомервілль)
16. Sign of the Cross/The Seven Angels (Андре, Йорн, Кетлі, Аманда, Оллі)

### «The Wicked Symphony» & «Angel of Babylon» (2009–10)
У листопаді 2009 року Саммет оголосив, що він записує два нових альбоми, The Wicked Symphony і Angel of Babylon, які вийдуть 3 квітня 2010 року. Зміст альбомів був продовженням історії The Scarecrow і ці три альбоми разом часто називають "The Wicked Trilogy". Почесними гостями були барабанщики Ерік Сінгер, Алекс Гольцварт і Фелікс Бонке, гітаристи Брюс Кулік та Олівер Гартман, клавішник Єнс Йоганссон, і вокалісти Йорн Ланде, Рассел Аллен, Міхаель Кіске, Боб Кетлі, Клаус Майне, Тім "Ripper" Оуенс, Джон Оліва, Андре Матос, Клауді Янг і Ральф Здіарстек. The Scarecrow, The Wicked Symphony and Angel of Babylon are the most commercially successful Avantasia albums to date and have scored high positions in various international music charts.

### Тур «The Metal Opera Comes to Town» (2010–11)

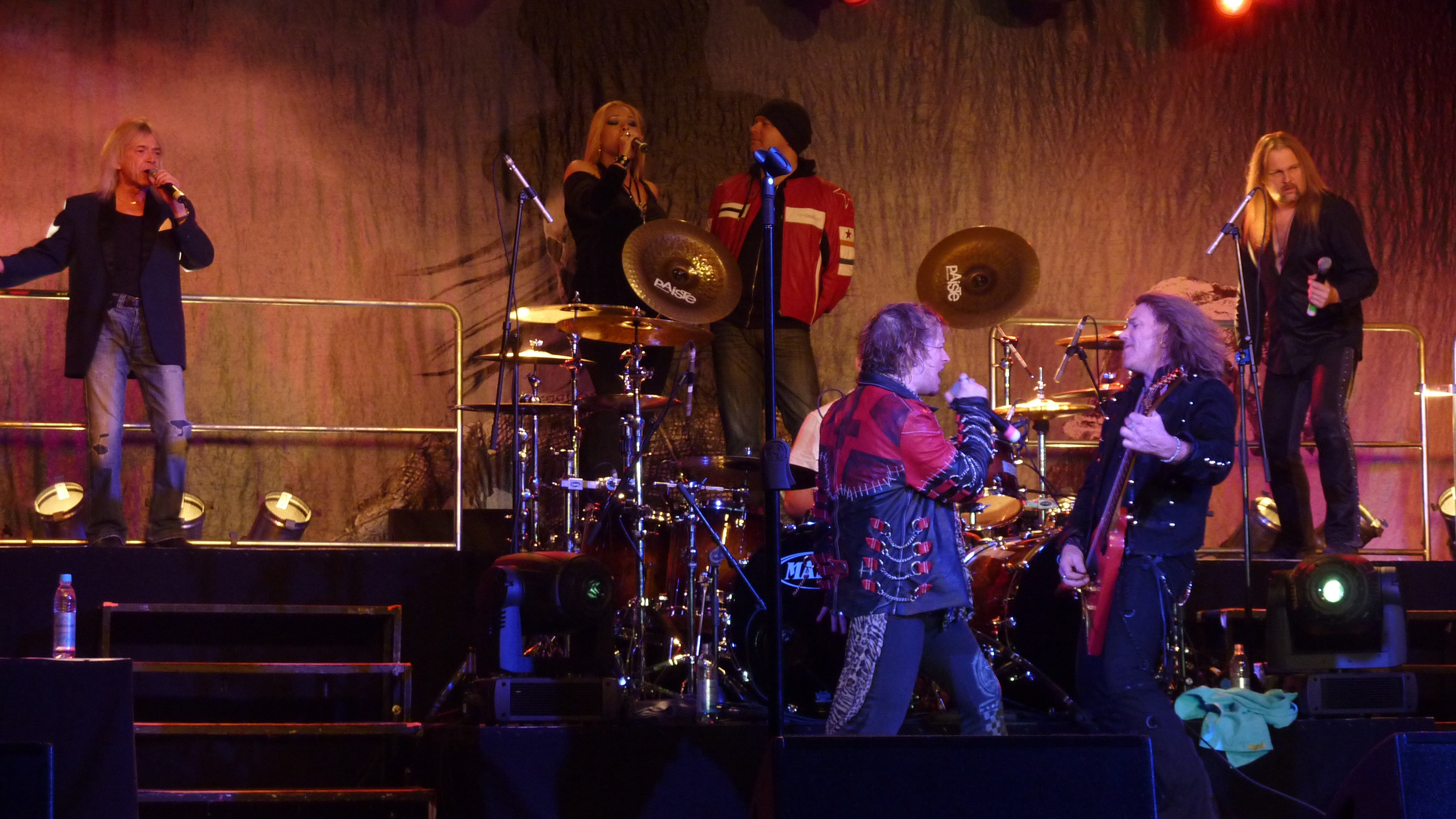
Avantasia 2010, Кауфбойрен (Німеччина)

Тур який складався з 12 виступів в Європі, Південній Америці і Азії відбувся в грудні 2010 року, за винятком одного концерту на фестивалі Wacken Open Air в серпні 2011 року. Концерти тривали більше трьох годин і квитки на більшість з них були розпродані за декілька днів до початку. Склад був майже тим самим, що і у турі The Scarecrow у 2008 році, за винятком двох змін. Андре Матос був замінений на екс-вокаліста Helloween і дійсного нині[коли?] вокаліста Unisonic Міхаеля Кіске. Було багато випадків, коли два колишні учасники Helloween (Кай Хансен також брав участь у турі), виступали одночасно. Другою зміною було те, що Клауді Янг не брала участі у цьому турі.
Обидва тури були ретельно задокументовані Амандою Сомервілль на її каналі у Youtube. На відео показано цікаві закулісні моменти, як-от репетиції, скасовані перельоти, або переїзди колективу регулярними потягами.
- 30 листопада 2010 - Z7, Праттельн, Швейцарія
- 1 грудня 2010 - Z7, Праттельн, Швейцарія
- 3 грудня 2010 - Stadthalle, Ліхтенфельс, Німеччина
- 4 грудня 2010 - All Karthalle, Кауфбойрен, Ніімеччина
- 5 грудня 2010 - Arenan, Стокгольм, Швеція
- 8 грудня 2010 - Shinagawa Stellar Ball, Токіо, Японія
- 10 грудня 2010 - Circo Volador, Мехіко, Мексика
- 13 грудня 2010 - CTN, Сан-Паулу, Бразилія
- 15 грудня 2010 - El Teatro, Буенос-Айрес, Аргентина
- 18 грудня 2010 - Esperantohalle, Фульда, Німеччина
- 19 грудня 2010 - Grugahalle, Ессен, Німеччина
- 6 серпня 2011 - Wacken Open Air, Вакен, Німеччина

- Тобіас Саммет - вокал
- Міхаель Кіске - вокал
- Йорн Ланде - вокал
- Боб Кетлі - вокал
- Кай Гансен — вокал, гітара
- Олівер Гартман — вокал, бек-вокал, гітара
- Аманда Сомервілль - вокал, бек-вокал
- Саша Пет - гітара, бек-вокал
- Міро - клавішні, бек-вокал
- Роберт Гунеке-Ріццо - бас-гітара, бек-вокал
- Фелікс Бонке — ударні

1. Twisted Mind (вокал: Тобіас Саммет
2. The Scarecrow (вокал: Тобіас Саммет, Йорн Ланде)
3. Promised Land (вокал: Тобіас Саммет, Йорн Ланде)
4. Serpents in Paradise (вокал: Тобіас Саммет, Йорн Ланде)
5. The Story Ain't Over (вокал: Тобіас Саммет, Боб Кетлі)
6. Prelude
7. Reach Out for the Light (вокал: Тобіас Саммет, Міхаель Кіске)
8. The Tower (вокал: Тобіас Саммет, Міхаель Кіске)
9. Death Is Just a Feeling (вокал: Тобіас Саммет, Кай Гансен)
10. Lost in Space (вокал: Тобіас Саммет, Аманда Сомервілль)
11. In Quest For (вокал: Тобіас Саммет, Боб Кетлі)
12. Runaway Train (вокал: Тобіас Саммет, Боб Кетлі, Йорн Ланде)
13. Dying for an Angel (вокал: Тобіас Саммет, Міхаель Кіске)
14. Stargazers (вокал: Олівер Гартман, Йорн Ланде, Міхаель Кіске)
15. Farewell (вокал: Тобіас Саммет, Аманда Сомервілль)
16. The Wicked Symphony (вокал: Тобіас Саммет, Йорн Ланде, Олівер Гартман)

На біс:
1. The Toy Master (вокал: Тобіас Саммет, Кай Гансен)
2. Shelter From the Rain (вокал: Тобіас Саммет, Міхаель Кіске, 3-я гітара Кай Гансен)
3. Avantasia (вокал: Тобіас Саммет, Міхаель Кіске, 3-я гітара Кай Гансен)
4. Medley: Sign of the Cross/The Seven Angels (вокал: весь колектив, 3-я гітара Кай Гансен)

### «The Mystery of Time» (2012-13)
У серпні 2012 року Саммет заявив, що "я не уявляв, наскільки мені необхідна Avantasia, коли вирішив завершити цей етап мого життя у 2011 році. Після всесвітнього успіху останніх студійних альбомів, туру, на який було розпродано практично всі квитки, співпраця з героями дитинства... Я знав, що сказав усе, що міг в честь Avantasia.  Але це ще не все про Avantasia. Я хочу створити більше хорошої музики, я хочу створити більше фентезійних світів, чим епічніших тим кращих. І слухаючи матеріал, який я створив для наступної частини Avantasia,  я знаю, що немає ніякого способу, через який я не буду це робити! Я відчув, що це має статися і станеться".
У грудні 2012 року, на сайті «Avantasia» з'явилась інформація про те, що новий альбом буде називатись The Mistery of Time і вийде 30 березня 2013 року. The Mistery of Time ознаменував початок нової історії і був першим альбомом Avantasia з участю оркестру «German Film Orchestra Babelsberg». У записі альбому взяли участь барабанщик Рассел Гілбрук, гітаристи Брюс Кулік, Олівер Гартман та Ар'єн Ентоні Люкассен, вокалісти Лінн Тернер, Біфф Байфорд, Міхаель Кіске, Ронні Аткінс, Ерік Мартін, Боб Кетлі і Клауді Янг. The Mistery of Time здобув найвищі позиції з усіх альбомів Avantasia у декількох міжнародних музичних чартах і був включений до музичного хіт-параду американського журналу Billboard одразу після виходу.

### "The Mystery World Tour" і можливо останній концерт (2013)
Найбільший світовий тур Avantasia відбувся в період з квітня по серпень 2013 року. Тур складався з 30 концерті і включав 7 виступів хед-лайнерами на фестивалях у Європі, виступ на одному фестивалі в Канаді і тригодинні шоу в Південній Америці, Японії, Росії, Німеччині, Швейцарії, Італії та Голландії.
Саммет сказав: «Я хочу показати найважливіше, що ви бачили, я хочу запросити ще більше вокалістів, зіграти довше шоу, і просто зробити гігантська рок-оперу. Я люблю бути хед-лайнером фестивалів, «наїжджати» на людей 90 хвилин, а потім дати їм копняка. Але також мені хотілося б зробити наш власний тур, тому що ми можемо зробити його більш Avantasia-орієнтованим і грати майже три години ... Це буде грандіозно.»
У гастролях брали участь Саша Пет (гітара), Олівер Хартман (гітара, вокал), Фелікс Бонке (ударні), Андре Нойгенфайнд (бас-гітара), Міро (клавішні) і вокалісти Тобіас Саммет, Міхаель Кіске, Боб Кетлі, Ронні Аткінс, Ерік Мартін, Томас Реттке і Аманда Сомервілль.
- 12 квітня 2013 — PPM-Festival, Монс, Бельгія
- 13 квітня 2013 - Z7, Праттельн, Швейцарія
- 14 квітня 2013 - Z7, Праттельн, Швейцарія
- 16 квітня 2013 - Alcatraz, мілан, Італія
- 18 квітня 2013 - MPH Arena, Людвігсбург, Німеччина
- 19 квітня 2013 - All-Karthalle, Клауфбойрен, Німеччина
- 20 квітня 2013 - Esperantohalle, Фульда, Німеччина
- 22 квітня 2013 - Tempodrom, Берлін, Німеччина
- 23 квітня 2013 - Große Freiheit, Гамбург, Німеччина
- 25 квітня 2013 - Turbinenhalle, Оберхаусен, Німеччина
- 26 квітня 2013 - Stadthalle, Ліхтенфельс, Німеччина
- 10 травня 2013 - Melkweg, Амстердам, Нідерланди
- 31 травня 2013 - Sonisphere Festival, Мадрид, Іспанія
- 1 червня 2013 - Sonisphere Festival, Барселона, Іспанія
- 8 червня 2013 - Sweden Rock Festival, Сольвесборг, Швеція
- 21 червня 2013 - Hellfest, Кліссон, Франція
- 23 червня 2013 - Arena Moscow, Москва, Росія
- 25 червня 2013 - El Teatro, Буенос-Айрес, Аргентина
- 27 червня 2013 - Teatro Caupolican, Сантьяго, Чилі
- 29 червня 2013 - HSBC Hall, Сан-Паулу, Бразилія
- 1 липня 2013 - Royal Center, Богота, Колумбія
- 3 липня 2013 - Peppers, Сан-Хосе, Коста-Рика
- 5 липня 2013 - Circo Volador, Мехіко, Мексика
- 7 липня 2013 - Le Festival d'ete de Quebec, Квебек, Канада
- 10 липня 2013 - Shinagawa Prince Stellar Ball, Токіо, Японія
- 13 липня 2013 - Rockharz Festival, Балленштедт, Німеччина
- 14 липня 2013 - Masters Of Rock Festival, Візовіце, Чехія
- 8 серпня 2013 - Snina Opean Air Festival, Шіна, Словаччина
- 10 серпня 2013 — Bloodstock Open Air Festival, Вальтон-он-Трент, Велика Британія

- Тобіас Саммет — вокал
- Міхаель Кіске - вокал
- Боб Кетлі - вокал
- Ронні Аткінс - вокал (лише виступи в Європі і Японії)
- Ерік Мартін - вокал
- Томас Реттке - вокал
- Олівер Гартман - вокал, бек-вокал, гітара
- Аманда Сомервілль - вокал, бек-вокал
- Саша Пет - гітара, бек-вокал
- Міро - клавіші, бек-вокал
- Андре Нойгенфайнд – бас-гітара, бек-вокал
- Фелікс Бонке — ударні

1. Spectres (vocals: Тобіас Саммет)
2. Invoke the Machines (вокал: Тобіас Саммет, Ронні Аткінс)
3. Black Orchid (вокал: Тобіас Саммет, Ронні Аткінс)
4. Reach Out for the Light (вокал: Тобіас Саммет, Міхаель Кіске)
5. Breaking Away (вокал: Тобіас Саммет, Міхаель Кіске)
6. The Story Ain't Over (вокал: Тобіас Саммет, Боб Кетлі)
7. The Great Mystery (вокал: Тобіас Саммет, Боб Кетлі)
8. Scales of Justice (вокал: Томас Реттке)
9. What's Left of Me (вокал: Тобіас Саммет, Ерік Мартін)
10. Promised Land (вокал: Тобіас Саммет, Ерік Мартін)
11. Sleepwalking (вокал: Тобіас Саммет, Аманда Сомервілль)
12. The Scarecrow (вокал: Тобіас Саммет, Ронні Аткінс)
13. Stargazers (вокал: Олівер Гартман, Ронні Аткінс, Міхаель Кіске)
14. Farewell (вокал: Тобіас Саммет, Аманда Сомервілль, Міхаель Кіске)
15. Shelter From the Rain (вокал: Тобіас Саммет, Міхаель Кіске, Боб Кетлі)
16. In Quest For (вокал: Тобіас Саммет, Боб Кетлі)
17. The Wicked Symphony (вокал: Боб Кетлі, Томас Реттке, Олівер Хартман, Аманда Сомервілль)
18. Lost in Space (вокал: Тобіас Саммет)
19. Dying For an Angel (вокал: Тобіас Саммет, Ерік Мартін)
20. Savior in the Clockwork (вокал: Тобіас Саммет, Ерік Мартін, Ронні Аткінс, Міхаель Кіске)
21. Twisted Mind (вокал: Ронні Аткінс, Ерік Мартін)

На біс:
1. Avantasia (вокал: Тобіас Саммет, Міхаель Кіске)
2. The Seven Angels (вокал: Тобіас Саммет, Олівер Хартман, Міхаель Кіске)
3. Sign of the Cross (вокал: весь колектив)

## Учасники

### The Mystery Of Time
- Тобіас Саммет
  - Головний вокал (2001–до сьогодні)
  - Бас-гітара (2007–до сьогодні)
  - Клавішні(2001–2002)
- Саша Пет
  - Гітара(2007–до сьогодні)
  - Продюсер(2007–до сьогодні)
- Рассел Гілбрук
  - Ударні(2013–до сьогодні)
- Міро
  - Клавішні(2007–до сьогодні)
  - Оркестровка(2007–до сьогодні)

### The Wicked Trilogy
- Тобіас Саммет
  - Головний вокал (2001–до сьогодні)
  - Бас-гітара (2007–до сьогодні)
  - Клавішні(2001–2002)
- Саша Пет
  - Гітара(2007–до сьогодні)
  - Продюсер(2007–до сьогодні)
- Ерік Сінгер
  - Drums (2002, 2007–2010)
  - Vocals (2007)
- Міро
  - Клавішні(2007–до сьогодні)
  - Оркестровка(2007–до сьогодні)

### The Metal Opera
- Тобіас Саммет
  - Головний вокал (2001–до сьогодні)
  - Клавішні(2001–2002)
- Геньо Ріхтер
  - Гітара (2001–2002, 2007–2010)
- Маркус Гросскопф
  - Бас-гітара (2001–2002)
- Алекс Гольцварт
  - Ударні (2001–2002, 2010)

### The Scarecrow World Tour (2008)
- Тобіас Саммет - вокал
- Андре Матос - вокал
- Йорн Ланде - вокал
- Кай Гансен — вокал(лише шоу в Європі)
- Боб Кетлі - вокал(лише шоу в Європі і Азії)
- Олівер Гартман — вокал і гітара
- Аманда Сомервілль - вокал і бек-вокал
- Клауді Янг - бек-вокал
- Саша Пет - гітара
- Роберт Гунеке-Ріццо — бас-гітара
- Міро - клавішні
- Фелікс Бонке — ударні

### The Metal Opera Comes to Town Tour (2010)

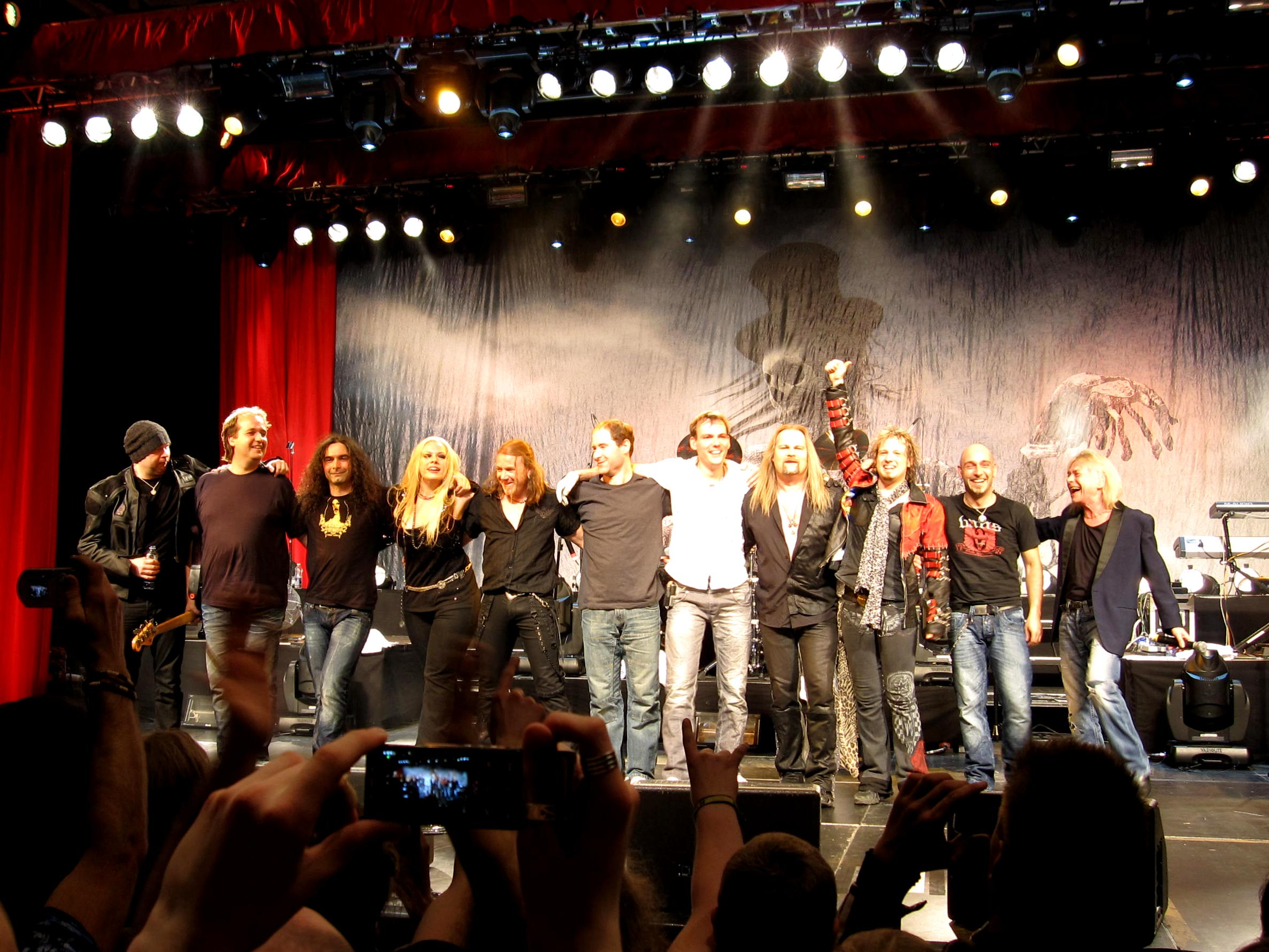
Avantasia 2010, Стокгольм (Швеція)

- Тобіас Саммет — вокал
- Міхаель Кіске - вокал
- Йорн Ланде - вокал
- Боб Кетлі - вокал
- Кай Гансен — вокал і гітара
- Олівер Гартман — вокал і гітара
- Аманда Сомервілль - вокал
- Саша Пет — гітара
- Міро - клавішні
- Роберт Гунеке-Ріццо — бас-гітара
- Фелікс Бонке — ударні

### The Mystery World Tour (2013)
- Тобіас Саммет — вокал
- Міхаель Кіске - вокал
- Боб Кетлі - вокал
- Ронні Аткінс - вокал (лише шоу в Європі і Японії)
- Ерік Мартін - вокал
- Томас Реткке - вокал
- Олівер Гартман — вокал, бек-вокал, гітара
- Аманда Сомервілль - вокал, бек-вокал
- Саша Пет - гітара, бек-вокал
- Міро - клавішні, бек-вокал
- Андре Нойгенфайнд – бас-гітара, бек-вокал
- Фелікс Бонке — ударні

### Вокалісти
| Вокаліст           | Пов'язані гурти                                            | Avantasia               | The Metal Opera                                                        | The Metal Opera Part II                       | Lost in Space Part I                | Lost in Space Part II        | The Scarecrow                                           | The Wicked Symphony                                                     | Angel of Babylon                                                                          | The Mystery of Time                                                          |
| ------------------ | ---------------------------------------------------------- | ----------------------- | ---------------------------------------------------------------------- | --------------------------------------------- | ----------------------------------- | ---------------------------- | ------------------------------------------------------- | ----------------------------------------------------------------------- | ----------------------------------------------------------------------------------------- | ---------------------------------------------------------------------------- |
| Тобіас Саммет      | Edguy                                                      | усі композиції          | усі композиції                                                         | усі композиції                                | усі композиції                      | усі композиції               | усі композиції                                          | усі композиції                                                          | усі композиції, не включаючи трек 8 (Symphony of Life)                                    | усі композиції                                                               |
| Міхаель Кіске      | екс-Helloween, Place Vendome, Kiske/Somerville, Unisonic   | Reach Out for the Light | Reach Out for the Light, Breaking Away, Farewell, Avantasia, The Tower | The Seven Angels, No Return                   |                                     | Promised Land                | The Scarecrow, Shelter from the Rain, What Kind of Love | Wastelands, Runaway Train                                               | Stargazers                                                                                | Where Clock Hands Freeze, Savior In The Clockwork, Dweller In A Dream        |
| Андре Матос        | екс-Shaaman, екс-Angra, екс-Viper, екс-Symfonia            |                         | Inside, Sign of the Cross, The Tower                                   | The Seven Angels, No Return, Chalice of Agony |                                     |                              |                                                         | Blizzard On a Broken Mirror                                             |                                                                                           |                                                                              |
| Девід Дефейс       | Virgin Steele                                              | Final Sacrifice         | Serpents in Paradise, The Tower                                        | The Seven Angels, The Final Sacrifice         |                                     |                              |                                                         |                                                                         |                                                                                           |                                                                              |
| Кай Гансен         | екс-Helloween, Gamma Ray                                   |                         | Inside, Sign of the Cross                                              | The Seven Angels, Chalice of Agony            |                                     |                              |                                                         |                                                                         |                                                                                           |                                                                              |
| Олівер Гартман     | екс-At Vance                                               |                         | The Glory of Rome, Sign of the Cross, The Tower                        | The Seven Angels                              |                                     |                              | I Don't Believe in Your Love                            |                                                                         | Stargazers                                                                                |                                                                              |
| Роб Рок            | екс-Axel Rudi Pell, екс-Warrior, Driver, Impellitteri      |                         | The Glory of Rome                                                      | The Seven Angels, Neverland                   |                                     |                              |                                                         |                                                                         |                                                                                           |                                                                              |
| Боб Кетлі          | Magnum, екс-Hard Rain                                      |                         |                                                                        | The Looking Glass, In Quest for               | The Story Ain't Over                |                              | Shelter from the Rain, Cry Just a Little                | Runaway Train                                                           | Journey to Arcadia                                                                        | The Great Mystery                                                            |
| Шарон ден Адель    | Within Temptation                                          |                         | Farewell                                                               | Into the Unknown                              |                                     |                              |                                                         |                                                                         |                                                                                           |                                                                              |
| Ральф Здіарстек    |                                                            |                         | Malleus Maleficarum, The Glory of Rome                                 | Memory                                        |                                     |                              |                                                         | Black Wings                                                             |                                                                                           |                                                                              |
| Тімо Толккі        | екс-Stratovarius, екс-Revolution Renaissance, екс-Symfonia |                         | The Tower                                                              |                                               |                                     |                              |                                                         |                                                                         |                                                                                           |                                                                              |
| Йорн Ланде         | екс-Ark, екс-Masterplan, Jorn                              |                         |                                                                        |                                               | Another Angel Down                  | Promised Land                | The Scarecrow, Another Angel Down, Devil in the Belfry  | The Wicked Symphony, Runaway Train, Crestfallen, Forever is a Long Time | Stargazers, Angel of Babylon, Rat Race, Down in the Dark, Alone I Remember, Promised Land |                                                                              |
| Аманда Сомервілль  | Aina, Kiske/Somerville                                     |                         |                                                                        |                                               | Lost in Space, The Story Ain't Over | Lost in Space, Lost in Space | What Kind of Love, Lost in Space                        |                                                                         |                                                                                           |                                                                              |
| Рой Кан            | екс-Conception, екс-Kamelot                                |                         |                                                                        |                                               |                                     |                              | Twisted Mind                                            |                                                                         |                                                                                           |                                                                              |
| Еліс Купер         |                                                            |                         |                                                                        |                                               |                                     |                              | The Toy Master                                          |                                                                         |                                                                                           |                                                                              |
| Ерік Сінгер        | Kiss, екс-Black Sabbath, екс-Еліс Купер                    |                         |                                                                        |                                               | Ride the Sky                        |                              |                                                         |                                                                         |                                                                                           |                                                                              |
| Рассел Аллен       | Symphony X                                                 |                         |                                                                        |                                               |                                     |                              |                                                         | The Wicked Symphony, States of Matter                                   | Stargazers, Journey to Arcadia                                                            |                                                                              |
| Клаус Майне        | Scorpions                                                  |                         |                                                                        |                                               |                                     |                              |                                                         | Dying for an Angel                                                      |                                                                                           |                                                                              |
| Тім "Ripper" Оуенс | екс-Judas Priest, екс-Інгві Мальмстін, екс-Iced Earth      |                         |                                                                        |                                               |                                     |                              |                                                         | Scales of Justice                                                       |                                                                                           |                                                                              |
| Джон Оліва         | Savatage, Jon Oliva's Pain                                 |                         |                                                                        |                                               |                                     |                              |                                                         |                                                                         | Death is Just a Feeling                                                                   |                                                                              |
| Клауді Янг         |                                                            |                         |                                                                        |                                               |                                     |                              |                                                         |                                                                         | Symphony of Life                                                                          | Sleepwalking                                                                 |
| Лжо Лінн Тернер    | екс-Rainbow, екс-Deep Purple, екс-Інгві Мальмстін          |                         |                                                                        |                                               |                                     |                              |                                                         |                                                                         |                                                                                           | Spectres, The Watchmakers' Dream, Savior In The Clockwork, The Great Mystery |
| Біфф Байфорд       | Saxon                                                      |                         |                                                                        |                                               |                                     |                              |                                                         |                                                                         |                                                                                           | Black Orchid, Savior In The Clockwork, The Great Mystery                     |
| Ронні Аткінс       | Pretty Maids                                               |                         |                                                                        |                                               |                                     |                              |                                                         |                                                                         |                                                                                           | Invoke The Machine                                                           |
| Ерік Мартін        | Mr. Big                                                    |                         |                                                                        |                                               |                                     |                              |                                                         |                                                                         |                                                                                           | What's Left Of Me                                                            |

### Музиканти
| Музикант              | Пов'язані гурти                                                                           | Avantasia        | The Metal Opera      | The Metal Opera Part II       | Lost in Space Part I | Lost in Space Part II | The Scarecrow               | The Wicked Symphony  | Angel of Babylon                   | The Mystery of Time    |
| --------------------- | ----------------------------------------------------------------------------------------- | ---------------- | -------------------- | ----------------------------- | -------------------- | --------------------- | --------------------------- | -------------------- | ---------------------------------- | ---------------------- |
| Тобіас Саммет         | Edguy                                                                                     | Клавішні (усі)   | Клавішні (усі)       | Клавішні (усі) Бас-гітара(10) | Бас-гітара (усі)     | Бас-гітара (усі)      | Бас-гітара (усі)            | Бас-гітара (усі)     | Бас-гітара (усі)                   | Бас-гітара (усі)       |
| Геньо Ріхтер          | Gamma Ray                                                                                 | Гітара (усі)     | Гітара (усі)         | Гітара (усі)                  | Соло-гітара (3)      | Соло-гітара (2, 3, 4) | Соло-гітара (2, 3, 6, 7, 8) |                      | Соло-гітара (10)                   |                        |
| Маркус Гросскопф      | Helloween                                                                                 | Бас-гітара (усі) | Бас-гітара (усі)     | Бас-гітара (усі)              |                      |                       |                             |                      |                                    |                        |
| Алекс Гольцварт       | Rhapsody of Fire, екс-Angra                                                               | Ударні (усі)     | Ударні (усі)         | Ударні (усі)                  |                      |                       |                             | Ударні (3, 7, 8, 10) | Ударні (1, 2, 3, 11)               |                        |
| Єнс Людвіґ            | Edguy                                                                                     |                  | Соло-гітара(12, 13)  | Соло-гітара (5, 9)            |                      |                       |                             |                      |                                    |                        |
| Тімо Толккі           | екс-Stratovarius, екс-Revolution Renaissance, екс-Symfonia                                |                  |                      | Соло-гітара (1, 10)           |                      |                       |                             |                      |                                    |                        |
| Норман Мейріц         |                                                                                           |                  | Акустична гітара (6) | Ритм гітара (10)              |                      |                       |                             |                      |                                    |                        |
| Франк Тішер           |                                                                                           |                  | Піаніно (11)         | Піаніно (1, 4, 7)             |                      |                       |                             |                      |                                    |                        |
| Саша Пет              | екс-Heavens Gate, Aina                                                                    |                  |                      |                               | Гітара (усі)         | Гітара (усі)          | Гітара (усі)                | Гітара (усі)         | Гітара (усі)                       | Гітара (усі)           |
| Ерік Сінгер           | KISS, екс-Black Sabbath, екс-Еліс Купер                                                   |                  |                      | Ударні (10)                   | Ударні (усі)         | Ударні (усі)          | Ударні (усі)                | Ударні (2, 4, 6)     | Ударні (5, 7, 9, 10)               |                        |
| Міро                  | Aina, Kamelot                                                                             |                  |                      |                               | Клавішні (усі)       | Клавішні (усі)        | Клавішні (усі)              | Клавішні (усі)       | Клавішні (усі не включаючи трек 2) | Клавішні (усі)         |
| Кай Хансен            | екс-Helloween, Gamma Ray, екс-Iron Savior                                                 |                  |                      |                               |                      |                       | Соло-гітара (3)             |                      |                                    |                        |
| Рудольф Шенкер        | Scorpions                                                                                 |                  |                      |                               |                      |                       | Соло-гітара (10)            |                      |                                    |                        |
| Брюс Кулік            | екс-Kiss, Grand Funk Railroad                                                             |                  |                      |                               |                      |                       |                             | Соло-гітара (6, 11)  | Соло-гітара (5, 9, 11)             | Соло-гітара (3, 6, 10) |
| Олівер Гартман        | екс-At Vance                                                                              |                  |                      |                               |                      |                       |                             | Соло-гітара (2, 8)   | Соло-гітара (1, 2, 3)              | Соло-гітара (4, 7)     |
| Фелікс Бонке          | Edguy                                                                                     |                  |                      |                               |                      |                       |                             | Ударні (1, 5, 9 11)  | Ударні (4, 6, 8)                   |                        |
| Єнс Йоганссон         | Stratovarius, екс-Інгві Мальмстін                                                         |                  |                      |                               |                      |                       |                             |                      | Клавішні (2)                       |                        |
| Едді Врапіпру         | Edguy                                                                                     |                  |                      |                               |                      |                       |                             |                      | Клавішні (усі)                     |                        |
| Сімон Оберендер       |                                                                                           |                  |                      |                               |                      |                       |                             | Огран (11)           | Орган (9)                          |                        |
| Рассел Гілбрук        | Uriah Heep                                                                                |                  |                      |                               |                      |                       |                             |                      |                                    | Ударні (усі)           |
| Ар'єн Ентоні Люкассен | Ayreon, Star One, Guilt Machine, Ambeon, екс-Stream of Passion, екс-Vengeance, екс-Bodine |                  |                      |                               |                      |                       |                             |                      |                                    | Соло-гітара (2)        |
| Ферді Дорнберг        | Axel Rudi Pell                                                                            |                  |                      |                               |                      |                       |                             |                      |                                    | Орган Гаммонда (2)     |

## Дискографія

### Студійні альбоми
| Альбом                                                                         | Найвища позиція в чартах | Найвища позиція в чартах | Найвища позиція в чартах | Найвища позиція в чартах | Найвища позиція в чартах | Найвища позиція в чартах | Найвища позиція в чартах | Найвища позиція в чартах | Найвища позиція в чартах | Найвища позиція в чартах | Найвища позиція в чартах |
| Альбом                                                                         | GER                      | AUT                      | BEL (Vl)                 | BEL (Wa)                 | ESP                      | FIN                      | FR                       | NL                       | NOR                      | SWE                      | SWI                      |
| ------------------------------------------------------------------------------ | ------------------------ | ------------------------ | ------------------------ | ------------------------ | ------------------------ | ------------------------ | ------------------------ | ------------------------ | ------------------------ | ------------------------ | ------------------------ |
| The Metal Opera - Дата виходу: 2001                                            | 35                       | —                        | —                        | —                        | —                        | 36                       | 118                      | —                        | —                        | 48                       | —                        |
| The Metal Opera Part II - Дата виходу: 2002                                    | 17                       | —                        | —                        | —                        | —                        | 26                       | 64                       | —                        | —                        | 17                       | 94                       |
| The Scarecrow - Дата виходу: 2008                                              | 8                        | 16                       | —                        | —                        | 27                       | 18                       | 26                       | 57                       | —                        | 10                       | 17                       |
| The Wicked Symphony / Angel of Babylon - Тип: Подвійний CD - Дата виходу: 2010 | 2                        | 9                        | —                        | —                        | 32                       | 18                       | 74                       | —                        | 22                       | 14                       | 7                        |
| The Mystery of Time - Дата виходу: 2013                                        | 2                        | 11                       | 97                       | 70                       | 29                       | 9                        | 61                       | 85                       | 19                       | 9                        | 5                        |

### Концертні альбоми
- The Flying Opera - 2011

### Міні-альбоми
- Lost in Space Part I - 2007
- Lost in Space Part II - 2007

### Сингли
- Avantasia - 2000
- Lost in Space (Промо Сингл) - 2007
- Carry me Over (Промо Сингл) - 2007
- Dying for an Angel - 2010
- Sleepwalking - 2013

### Збірники
- Lost in Space Part I & II - 2008
- The Metal Opera: Pt 1 & 2 – Gold Edition - 2008